# Mel Martínez

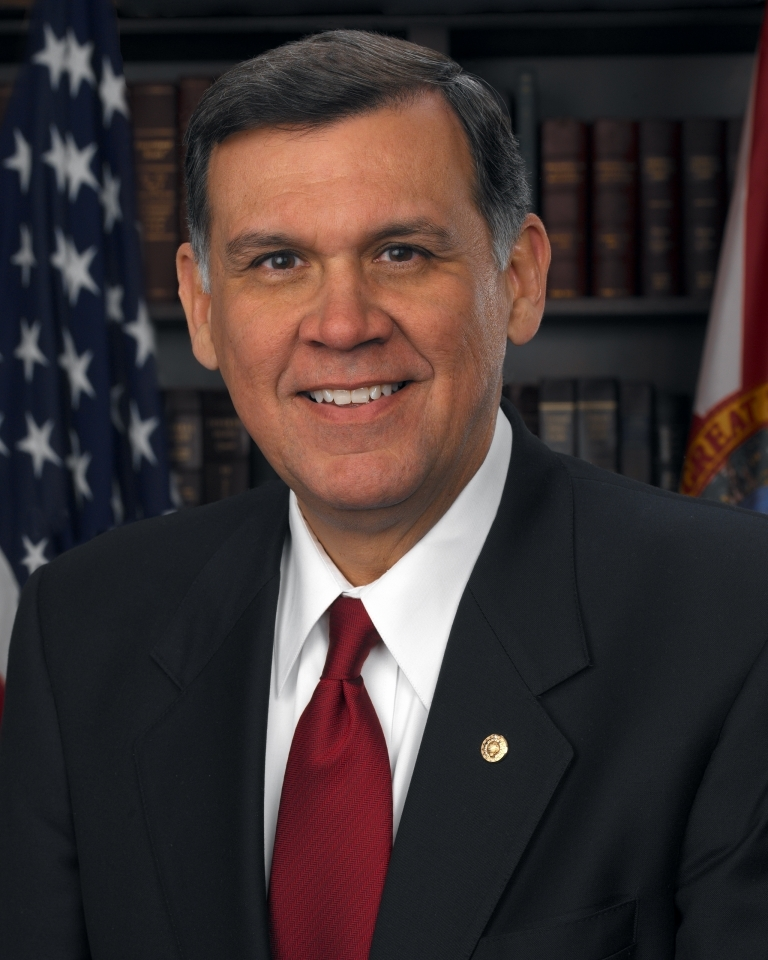
Mel Martínez

Melquiades Rafael „Mel“ Martínez (* 23. Oktober 1946 in Sagua la Grande, Kuba) ist ein kubanoamerikanischer Politiker der Republikanischen Partei. Er war Bauminister der Vereinigten Staaten unter Präsident George W. Bush und vertrat von 2005 bis 2009 den Bundesstaat Florida im US-Senat.

## Biographie
Martínez wurde in Sagua La Grande, Kuba geboren. In die USA kam er durch ein katholisches Hilfsprogramm, die Operation Peter Pan, das über 14.000 Kinder in die Vereinigten Staaten von Amerika brachte. Katholische Hilfsorganisationen boten ihm Unterkunft in zwei verschiedenen Jugendeinrichtungen an, auch wohnte er bei zwei Pflegeeltern. 1966 zog er dann wieder mit seiner Familie in Orlando zusammen, die nachgekommen war.
Er machte 1973 seinen Abschluss am College of Law, einer Fakultät an der Florida State University. Während der 25 Jahre seiner juristischen Tätigkeit war er in verschiedene bürgerliche Organisationen involviert sowie Vize-Präsident des Vorstands der katholischen Hilfsorganisationen im Bistum Orlando.
Martínez hat mit seiner Frau drei Kinder sowie zwei Enkel und ist der Bruder von Rafael E. Martínez, der 2003 als US-Vertreter in die Interamerikanische Kommission für Menschenrechte gewählt werden sollte, dabei aber scheiterte.

## Politische Karriere
Bevor er Bauminister im Kabinett Bush wurde, war er Präsident der Orlando Utilities Commission ("Orlandoer Kommission für Dienstprogramme"), hatte einen Sitz im Vorstand einer Bank inne und war Vorsitzender der Orlando Housing Authority. Später war er auch gewählter Obmann des Bezirks Orange County sowie Mitglied der Growth Management Study Commission ("Kommission für Unternehmenswachstum").
Als stellvertretender Vorsitzender der Wahlkampfkampagne von George W. Bush 2000 war er einer der führenden Wahlkampfspender und außerdem einer der 25 Wahlmänner aus Florida, die letztlich für Bush stimmten.
Von 2001 bis zum 12. Dezember 2003 war Martínez dann für das US-Bauministerium verantwortlich, ihm folgte Alphonso Jackson nach.
2004 stellte er sich als Republikaner in Florida zur Wahl für den Senatsposten von Bob Graham, wobei er innerhalb seiner Partei gegen den ehemaligen Kongressabgeordneten Bill McCollum antrat. Während des Wahlkampfes bezeichnete Martínez McCollum als "the new darling of homosexual extremists" ("Der neue Freund homosexueller Extremisten"), worauf McCollum mit einem früheren Senator Floridas, Connie Mack, vor die Presse trat und Martínez heftig attackierte. Außerdem kritisierte McCollum die Herkunft von Martínez und seine Einstellung zur tort reform, einer Reform des Bürgerrechts, als zu weich.
Letzten Endes gewann er das Duell und besiegte dann auch die Demokratin Betty Castor in der eigentlichen Wahl um den Senatsposten. Er war damit sowohl der erste Senator, der in Kuba geboren wurde, als auch seit 1977 der erste spanischsprachige Senator. Er saß im Senat im United States Senate Committee on Foreign Relations. Im Jahr 2007 hatte er für kurze Zeit gemeinsam mit Mike Duncan den Vorsitz im Republican National Committee, der Parteiorganisation der Republikaner, inne, wobei Martínez als sogenannter General Chairman fungierte. Nach innerparteilicher Kritik legte er dieses Amt bereits im Oktober 2007 nieder.
Im August 2009 kündigte Martínez dann an, vor Ablauf seiner Amtsperiode als Senator im November 2010 zurücktreten zu wollen, sobald Gouverneur Charlie Crist einen Nachfolger bestimmt habe. Als dieser mit George LeMieux feststand, verließ Martínez den Senat am 9. September desselben Jahres. Unmittelbar darauf trat er als Partner in die internationale Anwaltskanzlei DLA Piper ein.